# Bueninvento
Bueninvento es el segundo álbum de estudio de la cantante mexicana de rock Julieta Venegas. Lanzado con el sello BMG y RCA, publicado el 21 de agosto de 2000. Fue producido por Gustavo Santaolalla y coproducido por Joe Chiccarelli, Emmanuel del Real y Quique Rangel (integrantes de Café Tacvba). El álbum destaca por contar con géneros desde el rock en español influencia de música alternativa y trip Hop.
Se extraen dos sencillos, el primero fue «Sería feliz» el cual fue muy bien aceptado entre el público, y  «Hoy no quiero» cuyo video fue grabado en Madrid, España. El álbum hasta la fecha registra ventas por 900 000 copias a nivel mundial.
El disco fue nominado a los Premios Grammy Latinos en la categoría de "Mejor Álbum de Rock Vocal" y nombrado el cuarto mejor álbum de la década del 2000, por la página web Club Fonograma. En 2012 el álbum queda en el puesto número tres por la revista Rolling Stone en su versión Estados Unidos en la lista de Los 10 Álbumes de rock latino más importantes de todo los tiempos.

## Composición y producción
Este disco cuenta con 14 temas, trece de ellos firmados por Venegas y uno con la muy personal versión  de ella de la canción «Siempre en mi mente», del cantante mexicano Juan Gabriel.
Tiene como músicos a Joe Gore en la guitarra (Tom Waits, PJ Harvey y Lisa Germano), Joey Waronker en la batería (Beck, R.E.M, The Smashing Pumpkins), Fernando Saunders en el bajo (Lou Reed), Rick Boston quien tocó con Rickie Lee Jones, Steve Berlin en el saxofón y la flauta (Los Lobos).

### Producción
En este álbum vuelve hacer mancuerna con el productor argentino Gustavo Santaolalla (quien le produjo su disco debut Aquí, grabando en estudio en Monterrey, México y en la coproducción Aníbal Kerpel. También en la producción cuenta con la participación de Emmanuel del Real y Quique Rangel integrantes del grupo Café Tacvba con quienes grabó en estudios de la Ciudad de México y Ciudad Satélite.
Fue mezclado en Los Ángeles, California bajo la dirección de Joe Chiccarelli y Tony Hernández. Este álbum posicionó a Venegas definitivamente en el mercado mexicano sentando las bases para la proyección continental de la que hoy goza.

## Promoción
Para la promoción de este álbum, se presenta en recintos como el Hard Rock Cafe de la Ciudad de México y en varios festivales internacionales como el Arezzo Wave en Italia, en el Music Bridges Around de World, en la segunda edición de El Festival Iberoamericano de Cultura Musical Vive Latino, entre otros. También participó en la gira Revolución junto a Jaguares, Jumbo, La Gusana Ciega y Lisa Flores. En la gira Fémina Rock junto a los Aterciopelados y María Gabriela Epumer por varias ciudades españolas.

### Sencillos
«Sería Feliz» es el primer sencillo de este álbum, lanzado en junio de 2000. Fue muy bien recibido por el público. El vídeo del sencillo es referente a una pastorela y queda bajo la dirección de Fernando Eimebke. A principios de 2001 lanzó «Hoy No Quiero» como segundo y último sencillo del álbum. La canción fue nominada en los Grammy Latinos en la categoría de "Mejor Canción Rock". El vídeo fue dirigido por Nunca Pepe.

### Sencillos promocionales
«Siempre en mi mente» fue lanzada a finales del año 2000.

## Lista de temas
| Bueninvento |                       |                 |                                                |          |  |
| N.º         | Título                | Escritor(es)    | Productor (es)                                 | Duración |  |
| 1.          | «Fe»                  | Julieta Venegas | Joe Chiccarelli                                | 3:39     |  |
| 2.          | «Hoy No Quiero»       | Venegas         | Emmanuel del Real, Enrique Rangel, Chiccarelli | 3:13     |  |
| 3.          | «Casa Abandonada»     | Venegas         | Chiccarelli                                    | 4:07     |  |
| 4.          | «Enero y abril»       | Venegas         | Del Real, Rangel, Chiccarelli                  | 3:34     |  |
| 5.          | «Voluntad»            | Venegas         | Chiccarelli                                    | 4:29     |  |
| 6.          | «Salvavidas»          | Venegas         | Del Real, Rangel, Chiccarelli                  | 3:43     |  |
| 7.          | «Siempre En Mi Mente» | Juan Gabriel    | Gustavo Santaolalla, Aníbal Kerpel             | 4:04     |  |
| 8.          | «Flor»                | Venegas         | Del Real, Rangel, Chiccarelli                  | 3:57     |  |
| 9.          | «Todos Inventamos»    | Venegas         | Chiccarelli                                    | 3:08     |  |
| 10.         | «Bueninvento»         | Venegas         | Chiccarelli, Santaolalla                       | 3:10     |  |
| 11.         | «Sería feliz»         | Venegas         | Chiccarelli                                    | 3:25     |  |
| 12.         | «Otro Sol»            | Venegas         | Antonio Hernandéz, Ricardo Haas, Chiccarelli   | 5:10     |  |
| 13.         | «Instantánea»         | Venegas         | Chiccarelli                                    | 4:26     |  |
| 14.         | «Sueño de Sombras»    | Venegas         | Chiccarelli                                    | 4:37     |  |

^ Productor Artístico: Gustavo Santaolalla
^ Productor Asociado: Anibal Kepel

## Premios y nominaciones
| Año  | ceremonia      | Trabajo nominado | Categoría                | Resultado |
| ---- | -------------- | ---------------- | ------------------------ | --------- |
| 2000 | Grammy Latinos | Bueninvento      | Mejor Álbum Rock Solista | Nominado  |
| 2000 | Grammy Latinos | Hoy No Quiero    | Mejor Canción Rock       | Nominado  |